# Naucles reventazoni
Naucles reventazoni es una especie de coleóptero de la familia Scraptiidae.

## Distribución geográfica
Habita en Costa Rica.